# Скиргайло Ольгердович

Герб з печатки князя Скиргайло, 1386

Скиргайло Ольгердович, Іван Скиргайло (бел. Скыргайла, лит. Skirgaila, пол. Skirgiełło, *бл.1354 — †11 січня 1397) — князь троцький (1382—1395), полоцький (1387—1397), князь київський (1395—1397). Великий князь Литовський (1386—1392). Син Великого литовського князя Ольгерда та його другої дружини княжни Уляни Тверської, рідний брат і найближчий помічник Владислава II Ягайла. По материнській лінії Скиргайло є правнуком короля Русі Юрія І Львовича та відповідно прапраправнуком короля Данила Романовича.

## Біографія

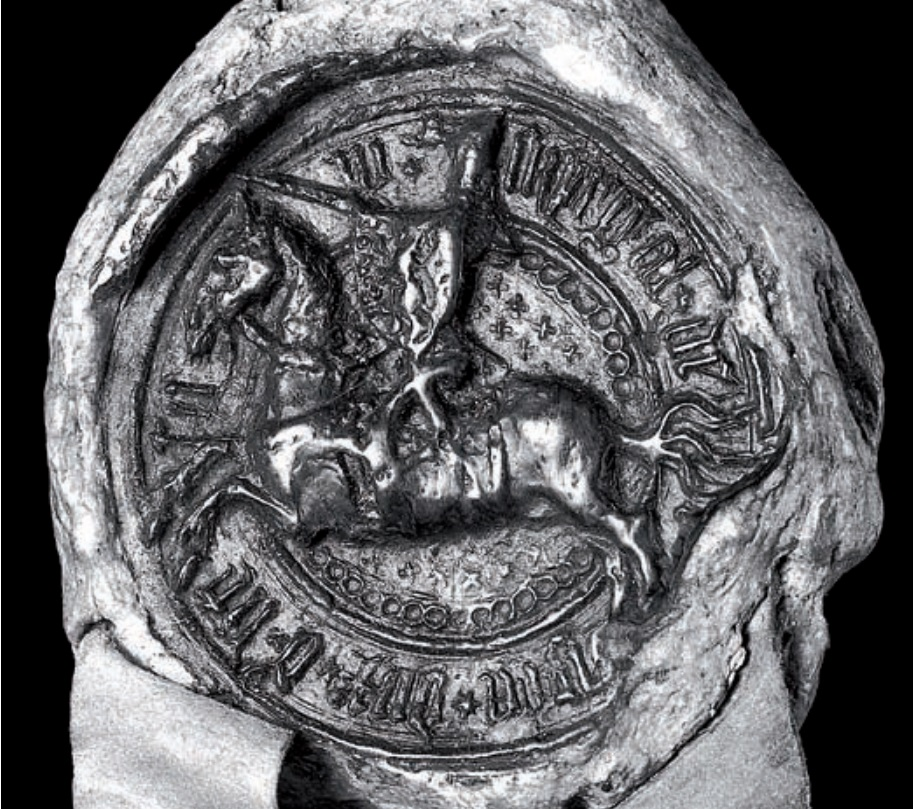
Печатка Скиргайла, 1382 р

1384 року Скиргайло воював з Тевтонським орденом і повернув зайняті орденом Троки.
Проти нього було повстання литовської шляхти та князів близько 1387 року. 1387 року Скиргайло переміг Святослава, князя Смоленського, й одержав за те Полоцьк і багато інших земель, в 1388 році став намісником Литви, поставлений старшим над рештою братів і родичів.
У 1386—1392 роках був намісником польського короля Владислава II Ягайла у Великому князівстві Литовському. Через політику Ягайла на зближення Литви та Польщі на шкоду руській складовій союзу у Великому князівстві розпочалась громадянська війна (1389—1392).
1392 року його кузин — князь Вітовт — за допомогою Тевтонського ордену примусив Ягайла укласти Острівський мир, за яким Скиргайло, підкоряючись волі короля, поступився Вітовту Великим князівством, й з того часу допомагав йому у внутрішніх і зовнішніх війнах. Після угоди між Ягайлом і Вітовтом значною мірою втрачає вплив. За цією ж угодою, 1395 року, після усунення Володимира Ольгердовича, одержав Київське князівство.
Був православним, підтримував руські (українсько-білоруські) впливи у Великому Князівстві Литовському.
Помер у Києві. Ймовірно був отруєний на бенкеті Фоми (Фома Чернецъ изъ Уфовъ) — митрополичого намісника собору святої Софії — у Києві або ж у Вишгороді. Після того, як Скиргайло відчув себе зле, Фома втік до Василькова, де невдовзі теж помер. За легендою, Вітовт наказав запхати останки Фоми до гармати й вистрілити в бік Дніпра. У причетності до отруєння Скиргайла, втім, підозрювали і самого Вітовта, і попереднього київського князя Володимира Ольгердовича (серед версій є також підступи митрополита Кипріана та «московський слід»).
За літописними даними, через 7 днів після бенкету, був похований біля гробу Феодосія Печерського у церкві Печерської Богородиці Києво-Печерського монастиря.
Державцем Київського князівства Вітовт призначив князя Івана Ольгимонтовича.